# Pahtajärvi (sjö i Finland, Lappland, lat 68,57, long 25,03)
Pahtajärvi är en sjö i Finland. Den ligger i kommunen Enare i landskapet Lappland, i den norra delen av landet, 900 km norr om huvudstaden Helsingfors. Pahtajärvi ligger 333,7 meter över havet. Omgivningarna runt Pahtajärvi är i huvudsak ett öppet busklandskap. Arean är 9,3 hektar och strandlinjen är 3,06 kilometer lång. Sjön  ingår i Pasvik älvs huvudavrinningsområde. 